# Adrienne Camp
Adrienne Camp, także Adie Liesching (ur. 12 lipca 1981 w Port Elizabeth) − południowoafrykańska piosenkarka i autorka tekstów, znana jako wokalistka nieistniejącego zespołu wykonującego rock chrześcijański The Benjamin Gate.
Adrienne Camp występowała do 2003 w zespole The Benjamin Gate, wykonującą chrześcijański rock, rock alternatywny oraz pop. W grudniu 2003 artystka wyszła za mąż za amerykańskiego gitarzystę i wokalistę Jeremy'ego Campa. W 2006 ukazał się jej solowy krążek Don't Wait, w 2010 kolejny Just You and Me.

## Albumy
- Spinning Head EP (z grupą The Benjamin Gate)
- Comeputyourheadupinmyheart (z grupą The Benjamin Gate)
- Demographics (z grupą The Benjamin Gate)
- Untitled (z grupą The Benjamin Gate)
- Contact (z grupą The Benjamin Gate)
- Don't Wait (26 września 2006)
- Just You and Me (9 marca 2010)